# Новий Мерчик
Но́вий Ме́рчик — село в Україні, у Валківській міській громаді Богодухівського району Харківської області. Населення становить 931 осіб. До 2020 орган місцевого самоврядування — Новомерчицька сільська рада.

## Географія
Село Новий Мерчик знаходиться на березі річки Мокрий Мерчик (в основному на лівому березі), на річці кілька гребель і штучних  водойм. На правому березі річки був  великий садовий масив, вище за течією примикають село Добропілля і смт Старий Мерчик. Частина села раніше називалася Довгий Кут.

## Історія
Новий Мерчик виокремився із села Всесвятського, яке було засноване 1665 року. Всесвятське розділилося на села Старий Мерчик, Добропілля та Новий Мерчик. Населення села сягає перших поселень Слобідської України. Заселялось вихідцями із Правобережної України та Гетьманщини.
У XVII столітті село Мерчик лежало біля великого Муравського шляху. Це був татарський шлях крові, найдавніша і часто використовувана дорога, якою татари входили на території тодішньої України і в Московське царство, вбиваючи та беручи у полон жителів, а те, чого не могли захопити, спалювали вщент. У Слобідській Україні шлях, перетинаючи вершину річки Мерчик, йшов до Перекопу.
До скасування Слобідського козацького устрою у 1765 році, за адміністративним поділом село входило до Вільшанської сотні Харківського полку.
1743 року засновано Покровський храм. Число парафіян 1750 р.-543, 1770 р.-985, 1790 р.-1160, 1810 р.-1290, 1830 р.-1508, 1850 р.-1419.
За даними на 1864 рік у власницькому селі Старомерчанської волості Валківського повіту, мешкало 1074 особи (534 чоловічої статі та 540 — жіночої), налічувалось 252 дворових господарств, існували православна церква, богодільня, селітряний та цегельний заводи.
За переписом 1897 року кількість мешканців зросла до 1945 осіб (954 чоловічої статі та 991 — жіночої), з яких 1911 — православної віри.
Станом на 1914 рік кількість мешканців зросла до 2276 осіб.
Під час організованого радянською владою Голодомору 1932—1933 років померло щонайменше 52 жителі села.
З приходом комуністичної влади Покровську церкву розграбували та зробили з неї склад. Зараз силами сільської громади вона відбудована, на свята відправляються богослужіння.
12 червня 2020 року, розпорядженням Кабінету Міністрів України № 725-р «Про визначення адміністративних центрів та затвердження територій територіальних громад Харківської області», увійшло до складу Валківської міської громади.
19 липня 2020 року, в результаті адміністративно-територіальної реформи та ліквідації Валківського району, село увійшло до складу Богодухівського району.

## Галерея

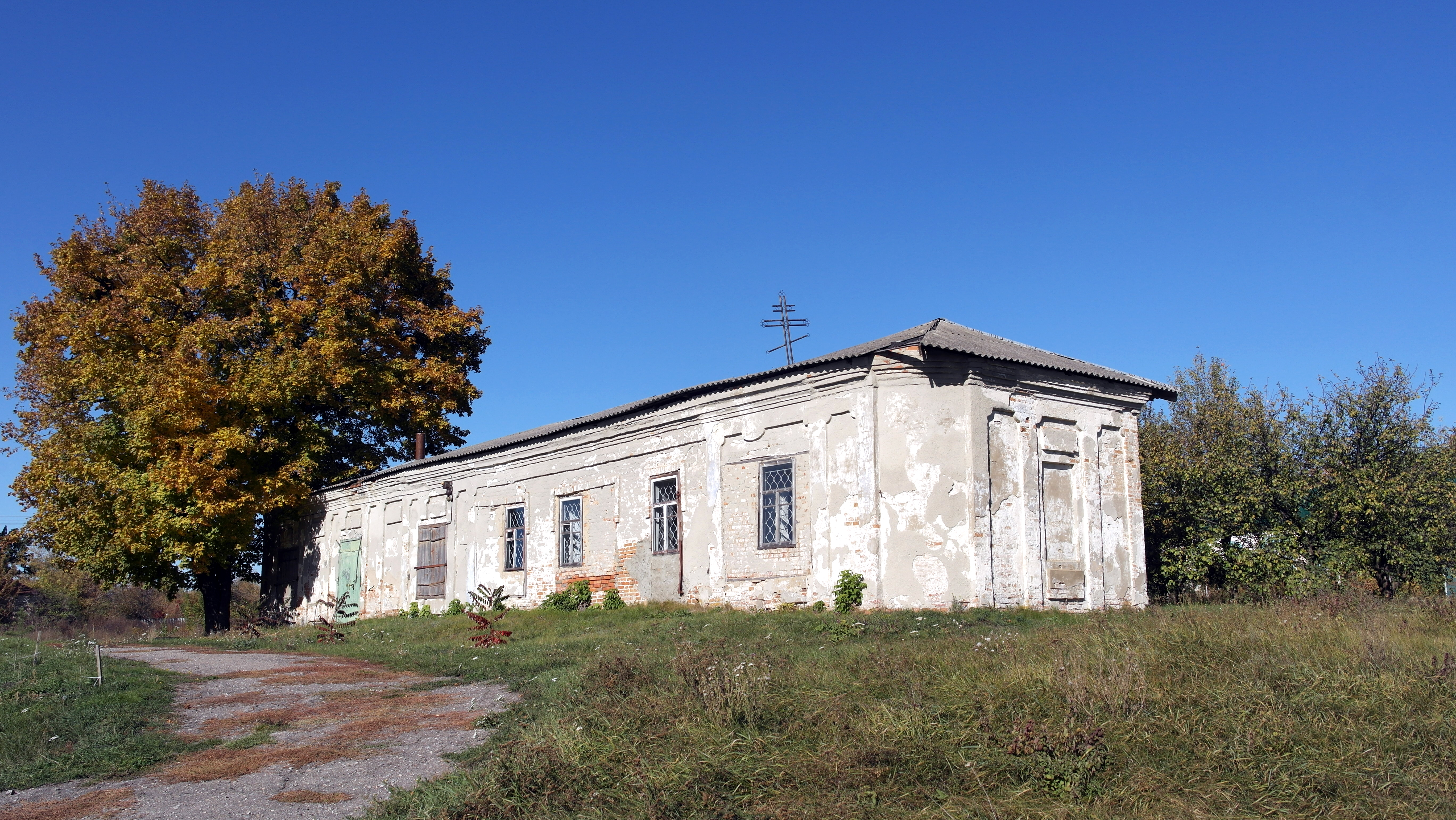
Стара Покровська церква
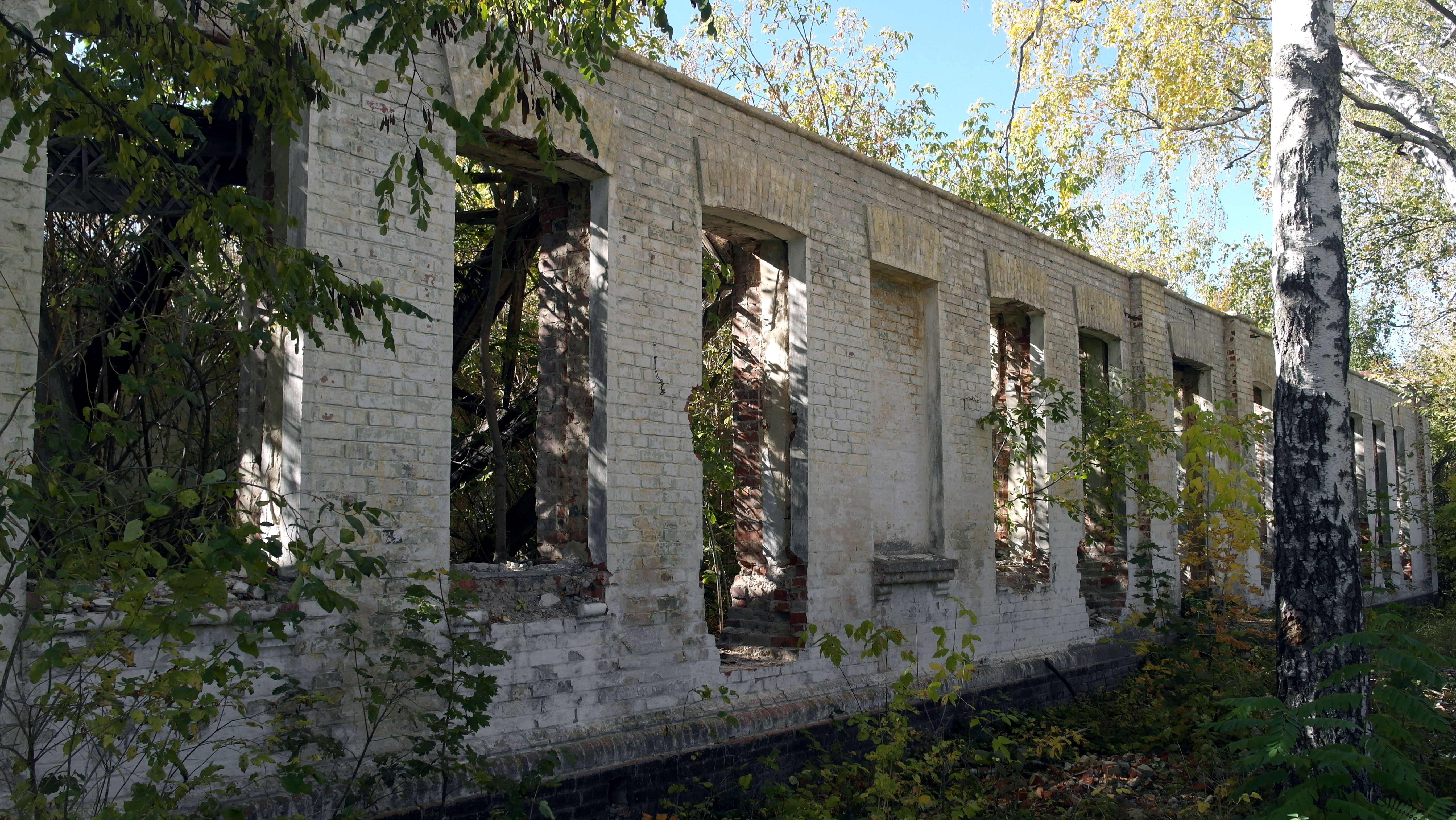
Руїни народної школи
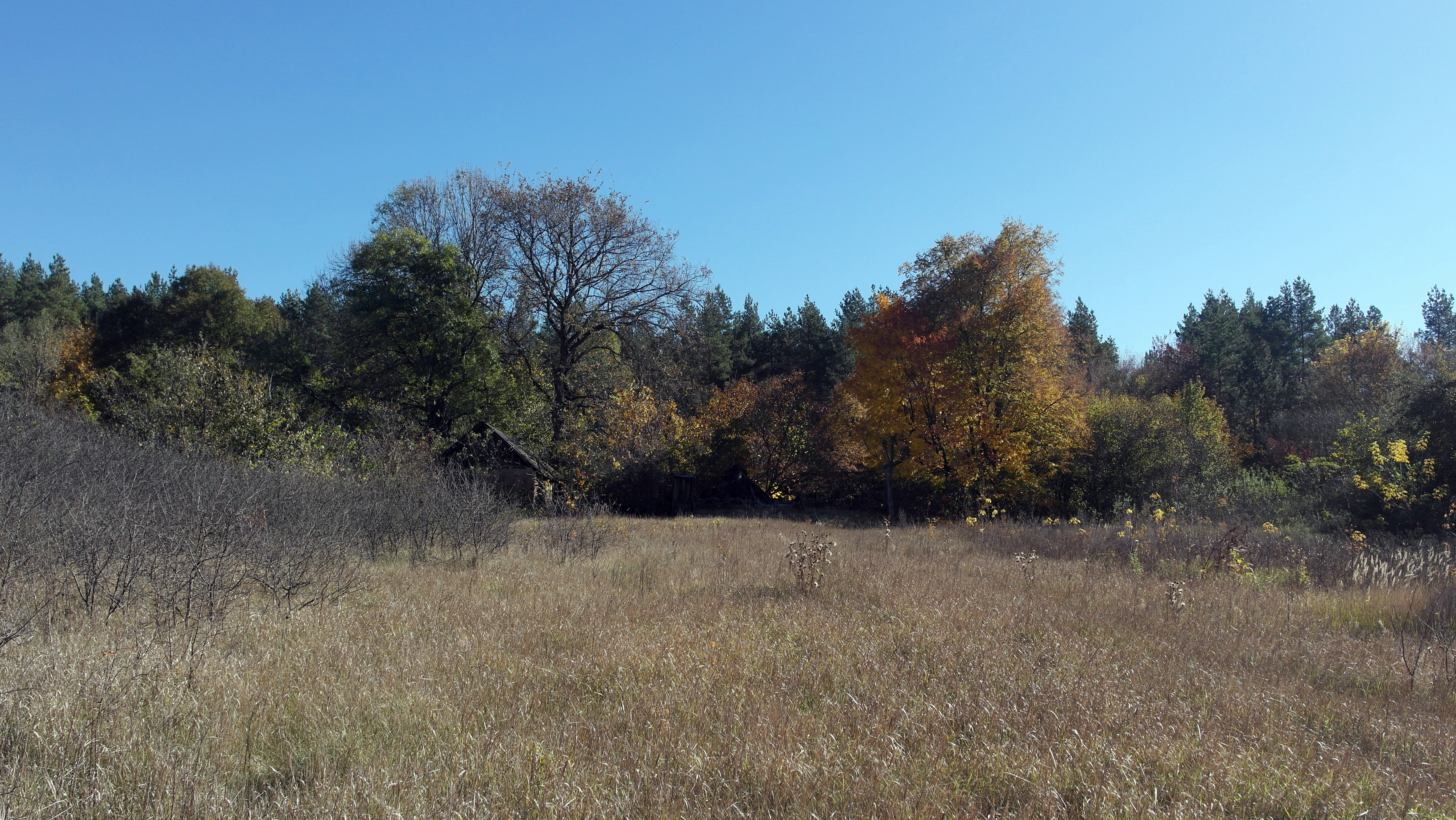
Покинута частина села, що називалась Яр